# Pulp Fiction (Бэнкси)
Криминальное чтиво (англ. «Pulp Fiction») — работа граффити-художника Бэнкси, написанная в 2002 году около станции «Олд-стрит» Лондонского метрополитена. Представляла собой видоизменённую сцену из одноимённого фильма Квентина Тарантино, в которой персонажи вместо пистолетов держали бананы. Граффити просуществовало до апреля 2007 года, когда было стёрто в связи с изображённой на нём жестокостью и негативным воздействием на людей. Его стоимость тогда составляла 300 тысяч фунтов. В декабре 2011 года сеть отелей в Австралии организовала акцию, предлагающую выкрасть трафарет изображения, однако в конечном итоге он был передан организации по борьбе с преступностью, откуда отправлен на аукцион. В 2012 году он был продан за 10,6 тысяч фунтов стерлингов.